# كرمك (ميدان)
قرية كرمك (بالكردية: گەرمک)‏ هي إحدى قرى ناحية ميدان في قضاء خانقين ضمن الحدود الإدارية لمحافظة السليمانية لأنها ضمن مناطق إدارة كرميان في إقليم كردستان العراق.